# David Clements
Pour les articles homonymes, voir Clements.
David Wiliam Clements, né le 8 août 1939 à Feltham (Grand Londres, Angleterre), est un patineur artistique britannique, champion de Grande-Bretagne en 1959.

## Biographie

### Carrière sportive
David Clements est champion de Grande-Bretagne en 1959. Il est vice-champion de Grande-Bretagne en 1960 et 1961 derrière Robin Jones.
Il représente son pays à deux championnats européens (1959 à Davos et 1960 à Garmisch-Partenkirchen), deux mondiaux (1959 à Colorado Springs et 1960 à Vancouver), et aux Jeux olympiques d'hiver de 1960 à Squaw Valley.
Il arrête sa carrière sportive après les championnats nationaux de 1961.

## Palmarès
| Compétitions en individuel                                                                             | 1959 | 1960 | 1961 |
| Jeux olympiques d'hiver                                                                                |      | 15e  |      |
| Championnats du monde                                                                                  | 12e  | 15e  | CA   |
| Championnats d’Europe                                                                                  | 8e   | 7e   |      |
| Championnats de Grande-Bretagne                                                                        | 1er  | 2e   | 2e   |
| Légende : CA = Championnats du monde 1961 annulés à cause de la catastrophe aérienne du vol 548 Sabena |      |      |      |